# Columbia (Schiff, 1942)
Die USS Columbia (CL-56) war ein Leichter Kreuzer der Cleveland-Klasse der United States Navy. 1941 lief die Columbia vom Stapel. 1946 erfolgte die Außerdienststellung, 1959 wurde die Columbia verschrottet. Die Verdrängung betrug 10.160 ts. Sie war 185,95 m lang.